# Simon Rolfes
Simon Rolfes (n. 21 ianuarie 1982) este un fotbalist german retras din activitate care joacă pe postul de mijlocaș
Între anii 2007 și 2011, Simon Rolfes a jucat 26 de meciuri la echipa națională de fotbal a Germaniei, marcând două goluri și a reprezentat Germania la Campionatul European de Fotbal 2008.

## Statistici carieră

### Club
Actualizat la 1 aprilie 2014
|               |                  |                   | Campionat | Campionat | Cupă      | Cupă      | Continental | Continental | Total   | Total  |
| Sezon         | Club             | Campionat         | Meciuri   | Goluri    | Meciuri   | Goluri    | Meciuri     | Goluri      | Meciuri | Goluri |
| Germania      | Germania         | Germania          | Ligă      | Ligă      | DFB-Pokal | DFB-Pokal | Europa      | Europa      | Total   | Total  |
| ------------- | ---------------- | ----------------- | --------- | --------- | --------- | --------- | ----------- | ----------- | ------- | ------ |
| 2000–01       | Werder Bremen II | Regionalliga Nord | 26        | 5         | 1         | 0         | -           | -           | 27      | 5      |
| 2001–02       | Werder Bremen II | Regionalliga Nord | 31        | 7         | 2         | 1         | -           | -           | 33      | 8      |
| 2002–03       | Werder Bremen II | Regionalliga Nord | 17        | 2         | 1         | 0         | -           | -           | 18      | 2      |
| 2002–03       | SSV Reutlingen   | 2. Bundesliga     | 13        | 0         | 0         | 0         | -           | -           | 13      | 0      |
| 2003–04       | Werder Bremen II | Regionalliga Nord | 26        | 4         | 0         | 0         | -           | -           | 26      | 4      |
| 2004–05       | Alemannia Aachen | 2. Bundesliga     | 28        | 3         | 2         | 0         | 7           | 0           | 37      | 3      |
| 2005–06       | Bayer Leverkusen | Bundesliga        | 32        | 7         | 2         | 0         | 2           | 0           | 36      | 7      |
| 2006–07       | Bayer Leverkusen | Bundesliga        | 34        | 3         | 2         | 2         | 12          | 0           | 48      | 5      |
| 2007–08       | Bayer Leverkusen | Bundesliga        | 34        | 8         | 1         | 0         | 12          | 1           | 47      | 9      |
| 2008–09       | Bayer Leverkusen | Bundesliga        | 33        | 3         | 6         | 1         | -           | -           | 39      | 4      |
| 2009–10       | Bayer Leverkusen | Bundesliga        | 11        | 4         | 2         | 0         | -           | -           | 13      | 4      |
| 2010–11       | Bayer Leverkusen | Bundesliga        | 28        | 5         | 1         | 0         | 3           | 0           | 32      | 5      |
| 2011–12       | Bayer Leverkusen | Bundesliga        | 31        | 3         | 1         | 0         | 8           | 0           | 40      | 3      |
| 2012–13       | Bayer Leverkusen | Bundesliga        | 30        | 3         | 3         | 1         | 7           | 0           | 40      | 4      |
| 2013–14       | Bayer Leverkusen | Bundesliga        | 25        | 4         | 4         | 0         | 8           | 3           | 36      | 7      |
| Total carieră | Total carieră    | Total carieră     | 399       | 61        | 28        | 5         | 59          | 4           | 485     | 70     |

### Meciuri internaționale
La 19 august 2013
| Germania | Germania | Germania |
| An       | Meciuri  | Goluri   |
| -------- | -------- | -------- |
| 2007     | 7        | 0        |
| 2008     | 10       | 1        |
| 2009     | 4        | 0        |
| 2011     | 5        | 1        |
| Total    | 26       | 2        |

### Goluri internaționale
| #  | Data              | Stadion                                 | Adversar      | Scor | Rezultat | Competiția                                             |
| -- | ----------------- | --------------------------------------- | ------------- | ---- | -------- | ------------------------------------------------------ |
| 1. | 6 septembrie 2008 | Rheinpark Stadion, Vaduz, Liechtenstein | Liechtenstein | 0–3  | 0–6      | Calificările pentru Campionatul Mondial de Fotbal 2010 |
| 2. | 11 noiembrie 2011 | Stadionul Olimpic, Kiev, Ucraina        | Ucraina       | 3–2  | 3–3      | Meci amical                                            |

## Palmares

### Club
Bayer 04 Leverkusen
- DFB-Pokal

Finalist: 2008–09
- Bundesliga

Finalist: 2010–11